# Diocesi di Zaria
La diocesi di Zaria (in latino Dioecesis Zariensis) è una sede della Chiesa cattolica in Nigeria suffraganea dell'arcidiocesi di Kaduna. Nel 2022 contava 51.500 battezzati su 2.550.000 abitanti. È retta dal vescovo Habila Tyiakwonaboi Daboh.

## Territorio
La diocesi comprende dieci Local Government Areas nella parte settentrionale dello Stato nigeriano di Kaduna: Zaria, Sabon Gari, Soba, Ikara, Makarfi, Kubau, Kudan, Giwa, Birnin Gwari e Igabi.
Sede vescovile è la città di Zaria, dove si trova la cattedrale di Cristo Re.
Il territorio è suddiviso in 29 parrocchie.

## Storia
La diocesi è stata eretta il 5 dicembre 2000 con la bolla Totius dominici di papa Giovanni Paolo II, ricavandone il territorio dall'arcidiocesi di Kaduna.
Nell'ambito degli scontri fra cristiani e musulmani che insanguinano la Nigeria, il 17 giugno 2012 un attentato ha colpito la chiesa di Cristo Re a Zaria, provocando la morte di 13 persone. Successivamente l'attentato è stato rivendicato dalla formazione terroristica Boko Haram.

## Cronotassi dei vescovi
Si omettono i periodi di sede vacante non superiori ai 2 anni o non storicamente accertati.
- George Dodo † (5 dicembre 2000 - 8 luglio 2022 deceduto)
- Habila Tyiakwonaboi Daboh, dal 21 settembre 2023

## Statistiche
La diocesi nel 2022 su una popolazione di 2.550.000 persone contava 51.500 battezzati, corrispondenti al 2,0% del totale.
| anno | popolazione | popolazione | popolazione | presbiteri | presbiteri | presbiteri | presbiteri                | diaconi | religiosi | religiosi | parrocchie |
| anno | battezzati  | totale      | %           | numero     | secolari   | regolari   | battezzati per presbitero | diaconi | uomini    | donne     | parrocchie |
| ---- | ----------- | ----------- | ----------- | ---------- | ---------- | ---------- | ------------------------- | ------- | --------- | --------- | ---------- |
| 2000 | 64.941      | 1.750.000   | 3,7         | 19         | 19         |            | 3.417                     | 1       |           |           | 10         |
| 2001 | 68.195      | 1.750.000   | 3,9         | 21         | 20         | 1          | 3.247                     |         | 1         |           | 13         |
| 2002 | 68.195      | 1.785.000   | 3,8         | 23         | 22         | 1          | 2.965                     |         | 1         |           | 14         |
| 2003 | 68.877      | 1.803.850   | 3,8         | 23         | 22         | 1          | 2.994                     |         | 1         |           | 14         |
| 2004 | 68.950      | 1.839.927   | 3,7         | 22         | 22         |            | 3.134                     |         |           |           | 14         |
| 2010 | 71.336      | 2.220.000   | 3,2         | 26         | 25         | 1          | 2.743                     |         | 1         | 5         | 19         |
| 2014 | 59.800      | 2.708.500   | 2,2         | 52         | 51         | 1          | 1.150                     |         | 1         | 2         | 20         |
| 2017 | 49.177      | 2.500.000   | 2,0         | 45         | 43         | 2          | 1.092                     |         | 2         | 2         | 29         |
| 2020 | 49.627      | 2.499.450   | 2,0         | 41         | 39         | 2          | 1.210                     |         | 2         | 2         | 29         |
| 2022 | 51.500      | 2.550.000   | 2,0         | 48         | 46         | 2          | 1.072                     |         | 2         | 2         | 29         |